# Miercurea Nirajului
Miercurea Nirajului ou Nyárádszereda en hongrois (Sereda en allemand) est une ville roumaine du județ de Mureș, dans la région historique de Transylvanie et dans la région de développement du Centre.

## Géographie
La ville de Miercurea Nirajului est située dans l'est du județ, sur le plateau de Târnăveni (Podișul Târnăvelor), au bord de la rivière Niraj, affluent du Mureș, à 20 km à l'est de Târgu Mureș, le chef-lieu du județ.
La municipalité est composée de la ville de Miercurea Nirajului et des sept villages suivants (population en 2002) :
- Beu, (93) ;
- Dumitreștii (338) ;
- Lăureni (296) ;
- Miercurea Nirajului (3 806), siège de la municipalité ;
- Moșuni (294) ;
- Șardu Nirajului (447) ;
- Tâmpa (485) ;
- Veța (65).

## Histoire
La première mention écrite de la ville date de 1493 sous le nom hongrois de Zereda (dérivé du mot slave sreda qui signifie marché ou centre). Cependant, lors de campagnes de fouilles, des traces d'habitations néolithiques ont été retrouvées, de même que les restes d'une route romaine et des pièces byzantines.
Miercurea Nirajului a joué un rôle important lors de l'insurrection hongroise contre les Habsbourg puisque la Diète transylvaine s'y réunit pendant l'hiver 1605. Le 21 février 1605, Étienne II Bocskai y est élu prince de Transylvanie.
La ville a appartenu au royaume de Hongrie, puis à l'empire d'Autriche et à l'Empire austro-hongrois.
Jusqu'au transfert des autorités à Târgu Mureș au XVIIIe siècle, Miercurea était le centre du district de Mureș.
En 1876, lors de la réorganisation administrative de la Transylvanie, Miercurea Nirajului a été rattaché au comitat de Maros-Torda.
La ville de Miercurea Nirajului a rejoint la Roumanie en 1920, au traité de Trianon, lors de la désagrégation de l'Autriche-Hongrie. Après le deuxième arbitrage de Vienne, elle a été occupée par la Hongrie de 1940 à 1944 et elle est redevenue roumaine en 1945. Sa communauté juive a été détruite par les Nazis lors de la Shoah au printemps 44.

## Politique
| Parti | Parti                                      | Sièges |
| ----- | ------------------------------------------ | ------ |
|       | Union démocrate magyare de Roumanie (UDMR) | 13     |
|       | Parti national libéral (PNL)               | 2      |

## Religions
En 2002, la composition religieuse de la ville était la suivante :
- Réformés, 52,38 % ;
- Catholiques romains, 16,15 % ;
- Chrétiens orthodoxes, 13,68 % ;
- Unitariens, 5,49 % ;
- Adventistes du septième jour, 4,35 %.

## Démographie
La ville a toujours une très forte majorité hongroise.
En 1900, la ville comptait 843 Roumains (16,69 %) et 4 192 Hongrois (82,98 %).
En 1930, on recensait 1 407 Roumains (28,40 %), 2 991 Hongrois (60,36 %), 311 Tsiganes (6,28 %) et 234 Juifs (4,72 %).
En 2002, 620 Roumains (10,64 %) côtoient 4 890 Hongrois (83,96 %) et 312 Tsiganes (5,35 %). La ville comptait 2 276 ménages et 2 039 logements.
| 1850  | 1880  | 1900  | 1910  | 1930  | 1956  | 1977  | 1992  | 2002  |
| ----- | ----- | ----- | ----- | ----- | ----- | ----- | ----- | ----- |
| 3 003 | 3 420 | 4 698 | 5 052 | 4 955 | 6 015 | 6 127 | 5 865 | 5 824 |

| 2007  | - | - | - | - | - | - | - | - |
| ----- | - | - | - | - | - | - | - | - |
| 6 206 | - | - | - | - | - | - | - | - |

## Économie
L'économie de la ville repose sur l'agriculture, l'élevage et l’exploitation des forêts (transformation du bois, fabrication de meubles).

## Communications

### Routes
La ville est reliée par la route régionale DJ135 à Târgu Mureș et Sovata.

### Voies ferrées
Miercurea Nirajului est située sur la ligne à voie étroite qui longe la vallée de la Niraj et qui lui permet de rejoindre Târgu Mureș.

## Lieux et monuments
- Temple réformé du XVe siècle, clocher du XVIIIe siècle.
- Église orthodoxe des Saints Archanges (Sf Arhangeli Mihail și Gavriil) de 1843.
- Beu, église catholique du XVIIIe siècle.
- Moșuni, temple réformé de 1760.